# Миропольский сельский совет (Краснопольский район)
Миропольский сельский совет "укр. Миропільська сільська рада"  — входит в состав
Краснопольского района
Сумской области
Украины.
Административным центром района является пгт (c 1956 года) Краснополье.)
Административный центр сельского совета находится в 
с. Мирополье
.

## История
До 1956 года Миропольский сельский совет входил в состав Миропольского района, но в 1956 году в связи с малой численностью населения Миропольский район был присоединен к Краснопольскому району.

## Населённые пункты совета
- с. Мирополье
- с. Александрия